# Огидні
«Огидні» (англ. Uglies) — американська науково-фантастична кінодрама 2024 року, знята Макджі за сценарієм Джейкоба Формана, Ванесси Тейлор і Віт Андерсон. Фільм заснований на романі Скотта Вестерфельда «Потвори», сюжет зосереджується навколо групи підлітків, жителів антиутопічного міста, де в 16 років усі проходять операцію з удосконалення. До цього віку підлітки вважаються «огидними». Але перетворення на «вродливих» має ціну, про яку більшість не здогадується і головна героїня Теллі вирішує тікати з міста. У фільмі знялися Джої Кінг, Кіт Паверс, Чейз Стоукс, Бріанн Тью, Ян Луїс Кастелланос, Чармін Лі та Лаверн Кокс.
«Огидні» випущені Netflix 13 вересня 2024 року та отримали негативні відгуки критиків за вторинність ідей і відсутність будь-якого переосмислення оригінального роману.

## Сюжет
У майбутньому світ поринув у хаос після вичерпання викопного палива. Щоб зберегти людство, вчені створили генетично модифіковані орхідеї, які стали новим джерелом енергії. З метою перешкодити майбутнім конфліктам, також розробили хірургічну процедуру, що дозволяє обрати в віці 16 років новий вигляд і усунути будь-які недоліки зовнішності. До цього віку підлітки називаються «огидними» й живуть окремо від «вродливих».
Теллі та її найкращий друг Періс — «огидні», але Періс, будучи старшим на три місяці, першим їде на операцію. Обоє мають шрами на руках, які вони обіцяють зберегти, попри процедуру перетворення на «вродливих». Теллі, бажаючи знову побачити Періса, пробирається в місто. Вона шокована його новою зовнішністю та іншою особистістю. Шрам, який хлопець пообіцяв зберегти, зник. Коли Теллі виявляють охоронці, Наглядачі, її переслідують і відправляють назад до гуртожитку «огидних». Пізніше вона дружиться з Шей, непокірною «огидною», яка розповідає їй про «Дим», країну свободи в гармонії з природою, розташовану за зоною зруйнованих міст. Шей заохочує Теллі приєднатися до неї, відмовитися від операції та шукати «Дим» та його лідера Девіда. Теллі відмовляється.
На її шістнадцятий день народження Теллі відмовляють у процедурі, поки вона не скаже докторці Кейбл, керівниці операцій, де Шей. Їй кажуть, що Девід небезпечний, завдасть Шей болю, і що він також створює зброю з метою знищити місто. Теллі відправляють як шпигунку в «Дим». Вона вирушає туди на летючій дошці, возз'єднується з Шей і зустрічає Девіда, який спалює поле орхідей.
Девід показує, що орхідеї отруйні для інших рослин, і знищує трекер, поміщений у кулон Теллі. Попри втрату сигналу, Кейбл розуміє, що Теллі зустріла повстанців. Теллі вирішує жити з повстанцями, втративши свій шанс стати «вродливою».
Коли вона починає зближуватися з Девідом, він і його сім'я розкривають правду про операції: вони обмежують свободу волі людини, тому «вродливих» легко контролювати. Декільком обраним дають ліки, що лишають їм свободу; такі люди стають ученими, які підтримують схему. Батьки Девіда працювали одними з тих учених, поки не дізналися правду та не втекли. З того часу вони працюють над розробкою ліків для всіх.
Кейбл прибуває з військами, щоб схопити повстанців. Періс, модифікований у посиленого солдата, вбиває батька Девіда, а Теллі викриває як зрадницю. Проте вона переконує Девіда взяти її з собою, щоб звільнити полонених повстанців, які утримуються в лабораторії.
Теллі, її друзі та Девід розробляють план порятунку полонених повстанців. Друзі Теллі скоюють диверсію, яка дозволяє Теллі та Девіду прибути до місця ув'язнення. Усі звільнені, крім Шей, яка вже пройшла процедуру. Повністю змінившись і не звертаючи уваги на свою попередню справу, вона разом з повстанцями вирушає у безпечне місце. Коли Періс стикається з загоном, Теллі намагається розкрити його справжню особистість. Хоча Періс запевняє, що це справжній він, Девід захищає Теллі та викидає Періса зі зруйнованої будівлі. Той падає і розбивається на смерть.
Під час втечі мати Девіда розповідає, що вкрала останню частину ліків. Шей відмовляється їх узяти, не знаючи, чи вони діють. Теллі зголошується пройти операцію та випробувати ліки. Вона клянеться, що не змінить своє прагнення до справедливості, ставши «вродливою». Вона прощається з Девідом і друзями.
Пізніше видно, що Теллі живе як «вродлива» в місті, але вона дотрималася своєї обіцянки, оскільки її шрам залишився.

## Акторський склад
| Актор               | Роль          |
| ------------------- | ------------- |
| Джої Кінг           | Теллі Янгблад |
| Бріанн Тью          | Шей           |
| Кіт Паверс          | Девід         |
| Чейз Стоукс         | Періс         |
| Лаверн Кокс         | доктор Кейбл  |
| Чармін Лі           | Медді         |
| Джей ДеВон Джонсон  | Аз            |
| Ян Луїс Кастелланос | Крой          |

## Виробництво
У 2006 році було оголошено про розробку повнометражної екранізації роману «Потвори», коли 20th Century Fox придбала права на екранізацію роману, а продюсером став Джон Девіс. У вересні 2020 року проект знову почав розроблятися, коли Джої Кінг підписала контракт на виконання головної ролі Теллі Янгблад і виступила виконавчим продюсером фільму. Кінг підписалась на цей проект, оскільки раніше була шанувальницею серії романів «Потвори».
Макджі був найнятий на роль режисера, а Криста Вернофф була найнята для написання сценарію. Продюсували Джон Девіс, Джордан Девіс, Робін Мейзінгер, Ден Спіло, Макджі та Мері Віола. Проєкт є спільним продуктом «Davis Entertainment», «Anonymous Content», Industry Entertainment і «Wonderland Sound and Vision». Пізніше того ж року Кіт Паверс, Бріанн Тью, Чейз Стоукс і Лаверн Кокс приєдналися до акторського складу. У лютому 2022 року Кінг повідомила, що зйомки вже завершилися і відбулися в Атланті в грудні 2021 року.

## Реліз
«Огидні» вийшли на Netflix 13 вересня 2024 року. За перші три дні (13–15 вересня) фільм зібрав 20 мільйонів переглядів.

## Сприйняття
На вебсайті агрегатора рецензій Rotten Tomatoes 15 % із 53 рецензій критиків є позитивними із середньою оцінкою 3,6/10. Консенсус вебсайту звучить так: «Важливо те, що всередині, але, на жаль, у „Огидних“ там не так вже й багато відбувається». Metacritic, який використовує середньозважену оцінку, присудив фільму 34 бали зі 100, на основі 15 критиків, що вказує на «загалом несхвальні» рецензії.
«Вараєті» пише, що фільм вийшов нудним і так і не доніс головну ідею, попри хорошу акторську гру. Можливо, він вийшов запізно, бо книга 2005 року саме потрапила в течію популярних тоді підліткових антиутопій. Балаканина про важливість «внутрішньої краси» настільки передбачувана, що стає просто смішно.
Оглядачка Collider зробила висновок, що фільм мав би успіх, якби вийшов на 20 років раніше. Але вихідний матеріал не був ніяк оновлений і будь-яка з відомих підліткових антиутопій, як «Голодні ігри», краща за «Огидних». З огляду на те, що цей фільм вийшов на екрани одночасно з «Субстанцією» та через рік після «Барбі», він не приносить нічого суттєвого в розмову про стандарти краси. Крім того, цей фільм, випущений після епідемії COVID, може змусити деяких людей сприйняти повстанців як противників вакцинації. Те, що колись вважалося революційним та гострим коментарем щодо стандартів суспільства, тепер просто застаріле.
Як стверджує вердикт ITC.ua, «Огидні» втілює все найгірше, що можна очікувати від фільму виробництва Netflix. Картинка, особливо зображення міста майбутнього, радує око. Проте «Огидні» — максимально передбачуване й вторинне кіно. Там немає захопливих екшн-сцен, відсутня інтрига та притомна взаємодія героїв. 

## Майбутнє
У вересні 2024 року автор Скотт Вестерфельд висловив зацікавленість у зйомках сиквелів. Підтверджуючи потенціал для поточної серії фільмів, автор заявив, що адаптації книжкового циклу «Потвори» і наступного циклу «Самозванці» будуть передані асоційованим студіям.